# 沃德河
沃德河（法語：Veude，法語發音：[vød]）是法国安德尔-卢瓦尔省与维埃纳省的河流，是维埃纳河的左支流，长41.6千米。